# Vassula Ryden
Vassula Ryden (Cairo, 18 de janeiro de 1942 – Atenas, 25 de setembro de 2024) foi uma mística cristã e escritora religiosa egípcia, que afirmou ter tido sonhos proféticos durante a sua infância e visões interiores de Jesus desde 1985. Publicou uma extensa obra literária que reúne as mensagens que disse ter recebido dos seus diálogos com Deus. A sua obra, intitulada "A Verdadeira Vida em Deus", alcançou uma grande notoriedade por todo o mundo, tendo mesmo chegado a ser traduzida em mais de 40 idiomas.

## Como tudo começou
Vassula Ryden nasceu no ano de 1942, no Egito, sendo batizada na Igreja Ortodoxa Grega. Porém, inicialmente não praticava sua religião. Após ter-se casado com um sueco, e pertencendo às classes sociais mais altas, viajou pelo mundo. Ela nunca pensou realmente em Deus; acreditava em Deus, porém o imaginava num Céu distante reservado à Sua glória. Depois do casamento, abandonou definitivamente a Igreja, já que, anteriormente, ao menos a frequentava durante a Páscoa e, às vezes, no Natal. 
Nunca teve aulas de catecismo, sabia apenas um pouco sobre a história de Jesus Cristo do tempo da escola. Sobre fenómenos místicos ou aparições apenas havia escutado algo sobre Fátima na sua infância. Seu marido trabalhava numa organização internacional e, por isso, foi morar na África, levando uma vida muito boa como uma socialite estrangeira, indo a clubes de tênis e a festas. Tinha uma vida social muito agitada. Nesse tempo, teve dois filhos que estavam crescendo sem fé, porque ela mesma e seu marido não praticavam suas respectivas religiões. Tudo isto até que ela passou por experiências místicas que transformaram a sua vida através de um processo de conversão, onde ela aprendeu sobre Deus, sobre Igreja, sacramentos e toda a religião.
Em 1985, no Bangladesh, quando estava preparando a lista de um coquetel para a festa daquela noite, concentrada no próximo artigo que sua empregada deveria comprar, teve a graça de ver com os olhos da alma o seu anjo da guarda e sentiu que ele pegou na sua mão, e quando foi para escrever o próximo item da lista, seu anjo a moveu redigindo: "Eu sou o seu anjo da guarda Daniel". Por mais impressionante que pareceu esse acontecimento, ela não teve dúvida, porque ele moveu sua mão e inclusive escreveu com uma letra diferente da dela, uma letra bonita, comprida, como nos ícones.
À tarde, contou para o marido o ocorrido, sem imaginar que ele acreditaria. No entanto, ele impressionantemente disse que essas coisas podem acontecer, mas é muito raro. Depois de alguns dias, continuaram essas manifestações com seu anjo, que, conversando com ela, disse-lhe: "Você deve ponderar por que Deus está me enviando a você". E posteriormente: "Quero que você leia a Palavra de Deus", mas Vassula não quis, porque não tinha uma Bíblia em casa. E respondeu, fingindo não conhecer o que é a Palavra de Deus: “O que é a Palavra de Deus?”. O anjo respondeu: "Você sabe o que é: são as Escrituras, é a Bíblia Sagrada". Então, ela argumentou: “Não tenho uma em casa”. Ele respondeu: "Eu sei, peço que compre uma". Mantendo sua posição, Vassula disse: “Onde em Bangladesh? É um país muçulmano!”. Mas, na verdade, ela se opunha porque tinha vergonha de que seus amigos vissem que tinha uma Bíblia em casa.
Finalmente, foi comprar a Bíblia. Retornando à sua casa, o anjo pediu para que Vassula abrisse a Bíblia. Ela abriu nos Salmos, mas não entendia nada do significado daquele texto. Depois entendeu que com isso Deus queria mostrar que estava cega, cega espiritualmente.
O anjo então a chamou novamente: "Vou lhe mostrar o que você fez no passado e que ofendeu a Deus". Então, Vassula viu como num filme tudo o que fez e que ofendeu a Deus, mas viu essas coisas como Deus as vê. E com o que viu ficou chocada, como ofendeu tanto a Deus e de como magoou as pessoas. Por isso começou a chorar por ter feito todas essas coisas más e realmente se arrependeu de as ter feito. Por dias e semanas chorou pelas maldades que fez. 
Depois dessa extrema dor pelo mal feito, não foi mais o anjo que se manifestava a ela, mas Deus Pai: não o via e sim o ouvia claramente. Ele a fez sentir seu amor. Ouvir sua voz foi como voltar de uma amnésia, como que ficasse claro que ela é sua filha. Deus disse: "Sou seu pai", isso a penetrou de tal modo que Vassula teve certeza de ter feito na vida tudo errado. 
Deus então lhe pediu: "Gostaria de que rezasse o Pai Nosso para mim". Quando Vassula começou a lembrar essa oração da época de escola, em vez de dizer: “Sim, Senhor, vou rezá-la”, deixou escapar “Sim, papai”. Imediatamente, sentiu um grande medo por ter chamado, sem querer, o Criador de papai. Entretanto, Deus respondeu: "Filha, não tenha medo, porque recebi a palavra papai na minha mão como uma jóia".
Vassula rezou o Pai Nosso, mas Deus disse que "Não foi bem rezado" porque estava rezando depressa demais. Então, rezou de novo, mas de novo não estava bom, pois se mexia demais, estava muito agitada. Rezou mais uma vez, mas Deus não gostou. E isso se repetiu por várias vezes. Então, ela pensou que Deus queria que rezasse todos os Pais Nossos que não rezou nesses anos todos, compensando num dia só! Mas não era isso: quando rezou pensando em cada palavra que dizia, dizendo e pensando nele, fazendo com amor, Deus respondeu: "Isso mesmo, Vassula".

## A Verdadeira Vida em Deus

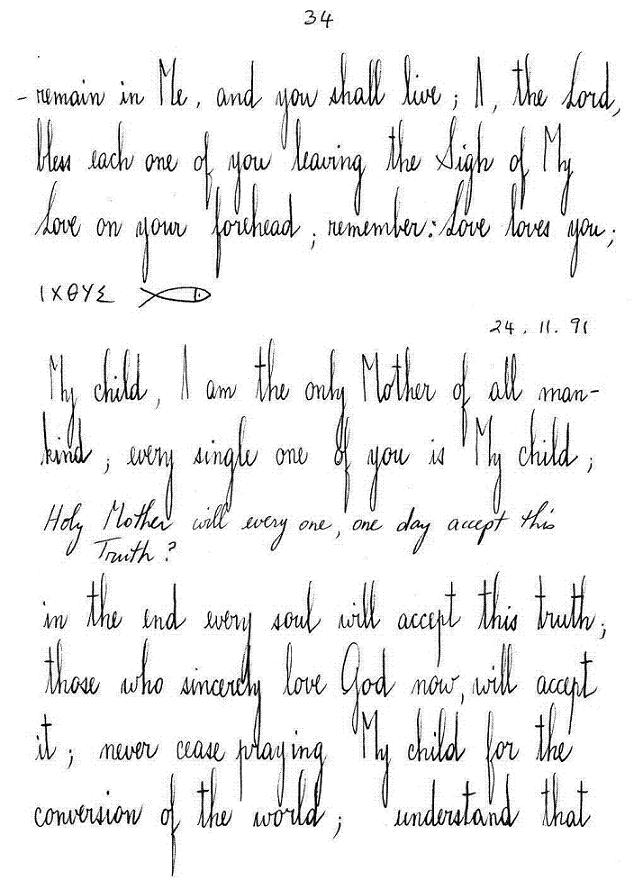
Uma cópia dos escritos de Vassula com as mensagens que recebeu de Jesus e do seu anjo da guarda.

A Verdadeira Vida em Deus é o conjunto da obra composta de doze livros que Vassula escreveu sob ditado de Jesus Cristo, publicada em mais de quarenta línguas no mundo inteiro. Vassula foi convidada a falar sobre as mensagens em mais de sessenta países e fez mais de setecentas palestras. Ela não recebeu em todo esse trabalho nenhum pagamento de honorários, royalty ou benefício pessoal por seus esforços.
A promessa principal dos escritos é a garantia da parte de Deus de que ele vai unificar o Cristianismo, fazendo cumprir a oração de seu filho: "Que todos sejam um, como tu, Pai, estás em mim e eu em ti. Que eles estejam em nós, a fim de que o mundo creia que tu me enviaste" (Jo 17,21). É a iminente mudança de época em que vivemos.
Vassula foi convidada a falar em três ocasiões sobre unidade no Conselho Ecumênico das Igrejas de Genebra e certa vez na România, em Iasi, em um encontro chamado "Conferência Unidade e Renovação, e Espiritualidade Cristã em Nossos Dias". Em 1988 e 2001, as Nações Unidas, em Nova Iorque; na Seção para a Paz no Mundo, trabalhando especificamente com judeus e palestinos, convidou Vassula a discursar e repetir o que Jesus nos diz nas mensagens para obter a paz no mundo. 
Em 2001, ela foi convidada, entre outros palestrantes, pelo International Bridgettine Centre of Farfa para falar sobre ecumenismo e espiritualidade. As palestras de Vassula sobre reconciliação e unidade começaram a ser conhecidas e apreciadas entre os não-cristãos. Em fevereiro de 2003, foi convidada pelo Venerável Suddhananda ao seu mosteiro em Dhaka, para honrá-la com o Prêmio de Ouro da Paz pelos seus esforços de propagação da paz no mundo. 

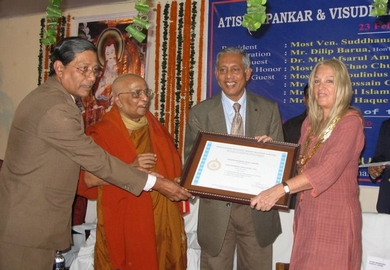
Vassula recebeu o Prêmio de Ouro da Paz pelos seus esforços de propagação da paz, da união e do diálogo inter-religioso no mundo.

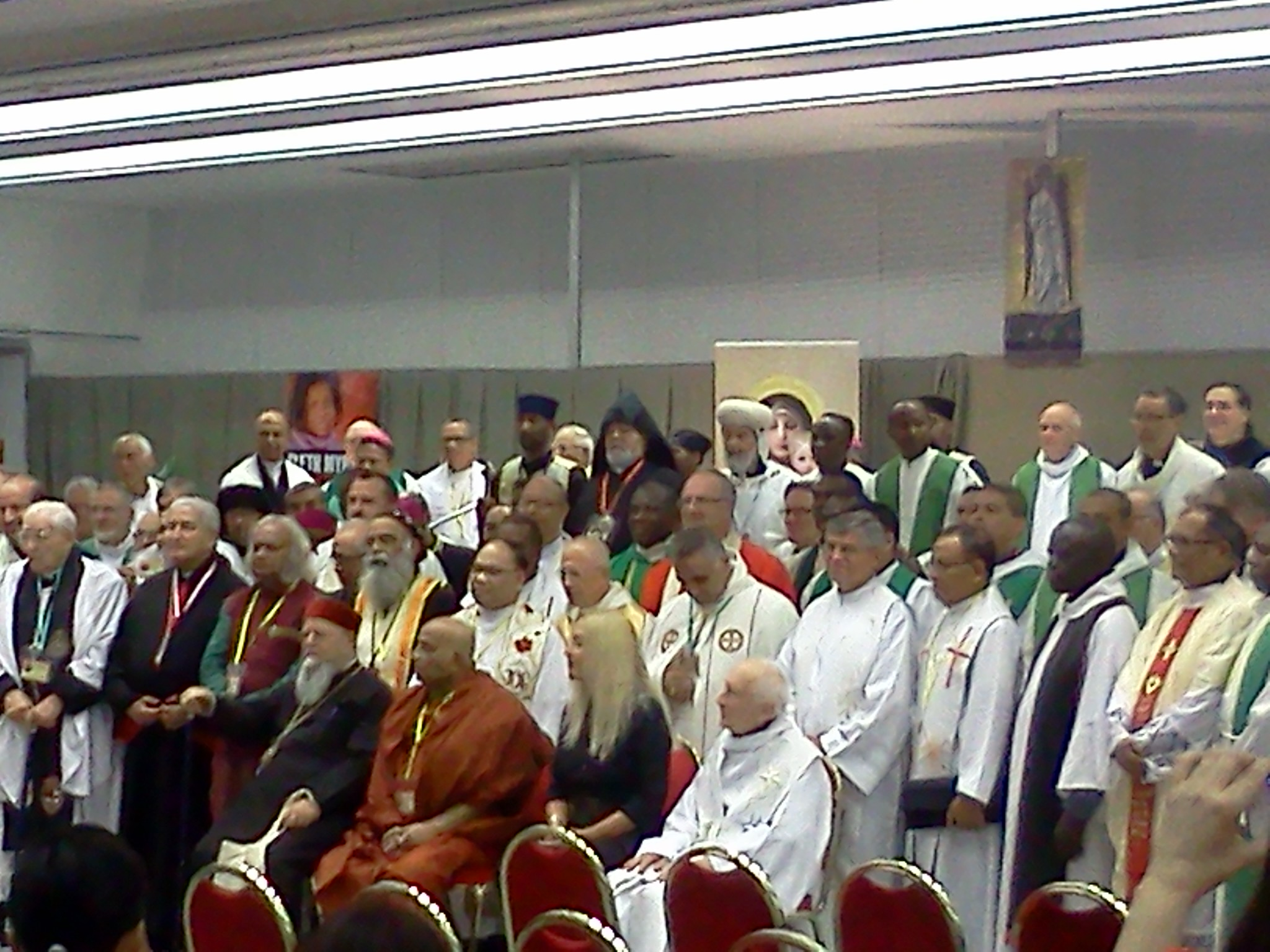
Encontro inter-religioso promovido por Vassula Ryden (2015)

Ela foi indicada para esse prêmio da paz pelos monges budistas como distinta personalidade, em reconhecimento de sua grande contribuição e seus esforços para estabelecer harmonia inter-religiosa e promover a paz no mundo, entre todas as pessoas e credos. A função foi iniciada pelo Reverendo Michael Rozario, Arcebispo da Igreja Católica em Dhaka. Entre outros convidados, estava o Secretário do Núncio Apostólico de Dhaka, bem como professores muçulmanos de várias regiões do Bangladesh e das quatro maiores religiões, cristãos, muçulmanos, budistas e hindus.

## A Igreja Católica e Vassula
Em 1995, a Congregação para a Doutrina da Fé emitiu uma juízo negativo com relação aos escritos de Vassula, não os considerando como inspirados por Deus. Entretanto, o Cardeal Joseph Ratzinger, na época prefeito da referida congregação, em entrevista à revista italiana 30Giorni, No.1, de janeiro de 1999, afirmou que a notificação a Vassula não foi uma condenação: 
| “ | 30Giorni: A última pergunta é talvez, embaraçosa. Relaciona-se com uma figura profética contemporânea, a greco-ortodoxa Vassula Ryden. É considerada como mensageira de Cristo por muitos teólogos, sacerdotes e bispos da Igreja Católica. As suas mensagens que, desde 1991, estão traduzidas em 34 línguas, foram difundidas em todo o mundo. A Congregação para a Doutrina da Fé pronunciou-se negativamente a seu respeito. A notificação de 1995, muito embora reconheça nos escritos de Vassula certos aspectos positivos, foi interpretada, por muitos comentadores, como uma condenação. É esse o caso? Ratzinger: Abordou um tema muito delicado. Não, a notificação é apenas um aviso; não é uma condenação. Sob o ponto de vista jurídico, ninguém pode ser condenado sem ter sido ouvido e sem que primeiro se lhe tenha organizado um processo. O que diz o documento é que, nos escritos em questão, muitas coisas estão ainda por esclarecer. Encontram-se neles elementos apocalípticos e aspectos eclesiológicos aparentemente equívocos. Há muito de bom nesses escritos, mas a cizânia pode vir misturada com a boa semente. E é esse o motivo pelo qual convidamos os cristãos católicos a manterem-se prudentes no caso desses escritos e a deixarem-se orientar pela fé transmitida pela Igreja. 30Giorni: Isso quererá então dizer que, para esclarecer o assunto, está em vias de se organizar um processo? Ratzinger: Sim. E, enquanto esse processo estiver em curso, será necessário que os fiéis se mantenham prudentes e vigilantes, num espírito de discernimento. Sem dúvida que se pode também ver nesses escritos uma evolução, que parece não estar ainda concluída. E é necessário não esquecer que, mesmo num místico oficialmente reconhecido e autenticado, as palavras e as imagens inspiradas por Deus, no momento da revelação, dependem sempre das possibilidades de uma alma e formam-se segundo as suas limitadas capacidades. Nós não fazemos confiança, de um modo incondicional, senão na palavra da revelação, que encontramos na fé transmitida pela Igreja. | ” |

### A reabilitação de Vassula feita pelo Cardeal Ratzinger

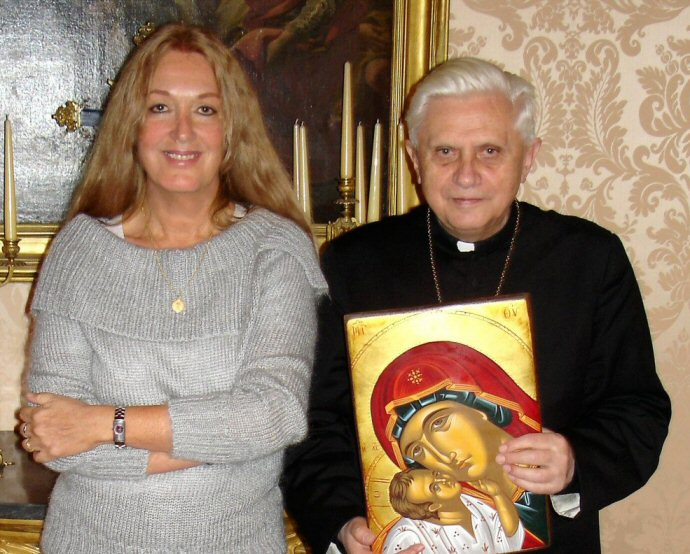
Vassula Ryden com o Cardeal Joseph Ratzinger (mais tarde Papa Bento XVI)

O novo processo elaborado pelo Cardeal Ratzinger foi feito para esclarecer a questão. No ano de 2002, Sua Eminência, pela mão do Padre Prospero Grech, Consultor da Congregação para a Doutrina da Fé, enviou uma carta a Vassula que contém cinco perguntas, às quais ela devia responder. As respostas a essas perguntas foram então submetidas à Sagrada Congregação para a Doutrina da Fé, no mesmo ano. 
O Cardeal Ratzinger, muito satisfeito com os esclarecimentos feitos por Vassula Ryden, pediu que ela publicasse esses esclarecimentos nos livros A Verdadeira Vida em Deus, para que os leitores que seguem a fé católica não tivessem dúvida com relação à natureza dos escritos, o que ela prontamente e de bom grado o fez.
A Congregação para a Doutrina da Fé enviou uma carta, datada de 7 de abril de 2003, aos Presidentes das Conferências Episcopais, na qual o Cardeal Ratzinger pede que lhe forneçam informações sobre a Senhora Rydén e a influência que ela possa ter exercido sobre os fiéis em seus respectivos países. De todas as respostas recebidas, apenas cinco países: França, Suíça, Uruguai, Filipinas, Canadá responderam negativamente. 
O Cardeal Ratzinger julgou conveniente informar aos bispos desses países que a Congregação para a Doutrina da Fé tinha revisto o caso da Senhora Rydén e que as advertências feitas na Notificação de 1995, referentes aos escritos de A Verdadeira Vida em Deus e a sua situação conjugal, tinham sido esclarecidas. Essa última comunicação, datada de 10 de julho de 2004, mencionava os referidos países na margem inferior da carta:
"Como é de conhecimento de V.Ema./Exa. Revma., esta congregação publicou uma notificação sobre os escritos da Sra. Vassula Ryden. Posteriormente, a pedido da mesma, houve um minucioso diálogo, ao fim do qual a referida Vassula Ryden - em carta datada de 4 de abril de 2002, publicada em seguida no último volume de True Life in God - forneceu úteis esclarecimentos a respeito de sua situação conjugal, bem como sobre algumas dificuldades que, na citada notificação, haviam sido levantadas com relação aos seus escritos e à sua participação nos sacramentos".

### Cardeal William Levada e um novo revés
No ano de 2005, Sua Eminência, o Cardeal Joseph Ratzinger foi eleito Papa, assumindo seu cargo na Congregação para a Doutrina da Fé o Cardeal William Levada. Tendo à frente da congregação um novo Cardeal, a mesma emitiu em 2007 um juízo negativo com relação aos escritos de Vassula.

### Considerações Finais
Analisando a relação entre a Senhora Vassula Ryden e a Congregação para a Doutrina da Fé, percebe-se que o Cardeal Ratzinger inclinou-se de modo favorável a seus escritos, pois principalmente sem ele talvez tivesse existido apenas a notificação negativa de 1995. Porém, ao sair da Congregação, não demorou para que a mesma desse um parecer negativo. 
Curioso observar que a notificação negativa de 2007 não fez nenhuma menção ao trabalho de reabilitação de Vassula feito pelo Cardeal Ratzinger, bem como que a notificação de 2007 contém algumas imprecisões graves, como exemplo: a afirmação de que "a natureza das suas mensagens, que se apresentam não como revelações divinas, mas antes como meditações pessoais", o que não está em conformidade com o que Vassula sempre jurou, que seus escritos ela redige sob ditado de Jesus Cristo, via locução interior. 
Portanto, fica evidente pelos diversos posicionamentos da Sagrada Congregação para a Doutrina da Fé um grande embate na Cúria Romana com relação aos escritos da Senhora Vassula Ryden.

## Últimos dias
Vassula Ryden foi a mais conhecida mística contemporânea com uma vocação profética. Nos últimos anos a residir na ilha de Rodes, Grécia, morreu no dia 25 de setembro de 2024 depois de uma complicada cirurgia.